# Franz von Baader

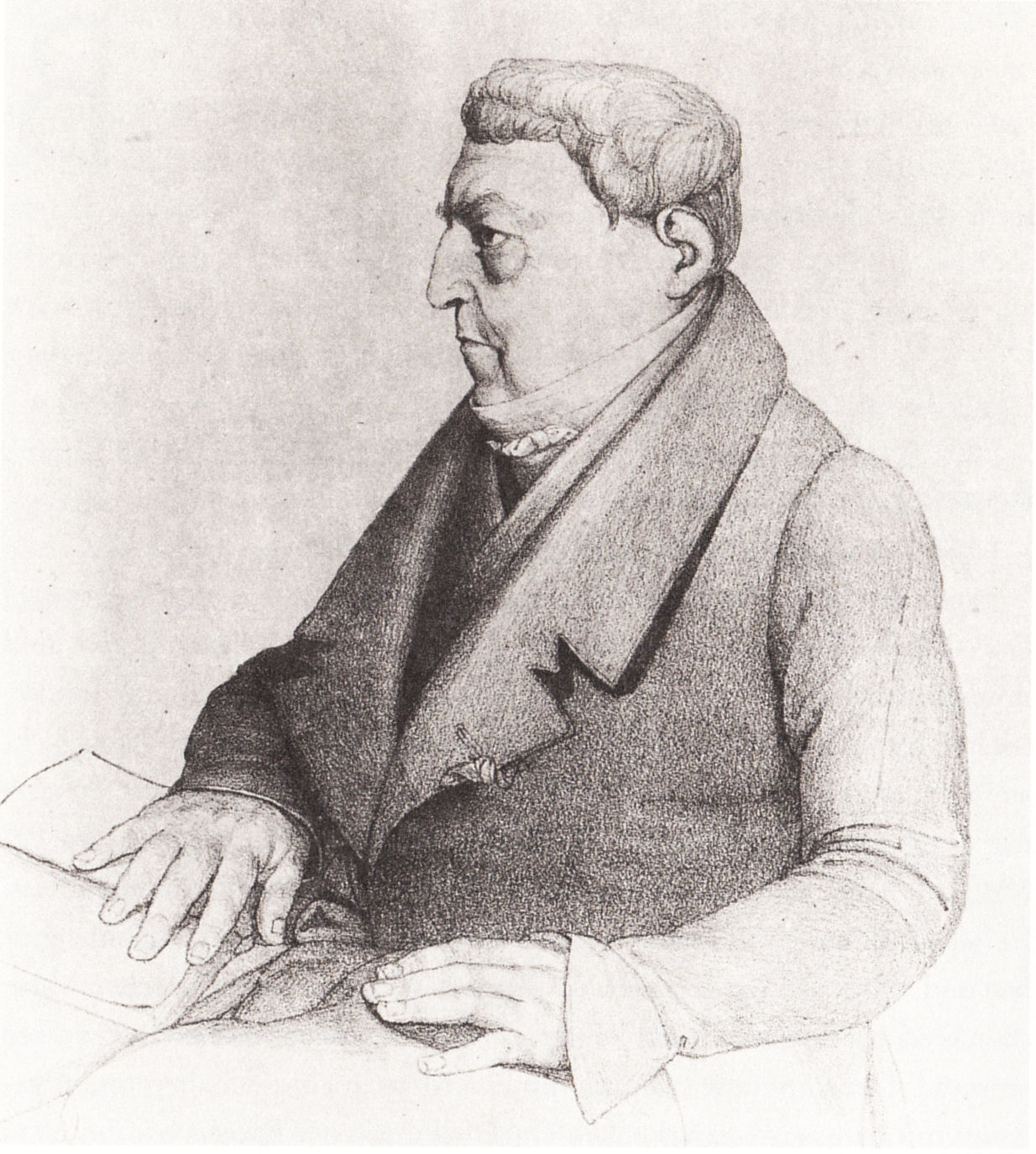
Franz von Baader

Franz Xaver Benedict von Baader (27. března 1765 Mnichov – 23. května 1841 tamtéž) byl německý lékař, technik, romantický filosof a katolický teolog.

## Život
Baader se narodil v rodině lékaře a sám také studoval medicínu v Ingolstadtu a ve Vídni. Po krátké praxi v Mnichově studoval důlní inženýrství v saském Freibergu (spolu s A. Humboldtem a s romantickým básníkem Novalisem) a v letech 1792–1796 pracoval jako důlní inženýr v Anglii. Už tam se setkal s několika filosofy a napsal řadu filosofických textů. Po návratu se v Hamburku seznámil s filosofem Jacobim, s nímž udržoval přátelské styky. Roku 1800 se v Praze oženil s Františkou von Reisky a v Mnichově se stal vrchním důlním inženýrem. Založil továrnu na tabulové sklo podle vlastního vynálezu, za nějž dostal od rakouského císaře doživotní penzi a roku 1808 se stal členem Bavorské akademie věd. V roce 1822 napsal memorandum třem císařům (pruskému, rakouskému a ruskému), kde se je snažil přesvědčit o jejich křesťanských povinnostech, mezi něž počítal i obnovení Polska. Vydal se i do Petrohradu, ale car jeho návštěvu odmítl. Po penzionování byl od roku 1825 profesorem filosofie a spekulativní teologie na nově založené mnichovské univerzitě.

## Myšlení
Baader byl tradicionalista a romantik, odpůrce racionalismu a osvícenské filosofie, ale také empirismu Davida Huma. Byl ovlivněn mystikou Jakoba Böhme a Mistra Eckharta i dlouholetým přátelstvím se Schellingem, jehož však v pozdějším věku sám velmi ovlivnil. Svou vlastní filosofii nazývá Baader „dynamickou“ a staví ji proti „mechanické“. Lidský rozum je podle něho omezený a musí se opírat o Boží zjevení a o studium přírody, jež je pro něho velkým tajemstvím. Proto se také velmi zasazoval o propojení vědy a náboženství, o ekumenické sjednocování křesťanských církví, o omezení papežské moci a demokratické uspořádání církve, ale postavil se proti jejímu zasahování do světských záležitostí. Roku 1835 vydal spis o bídě „proletariátu“ a o možnostech, jak mu pomoci.
Baader patřil mezi nejoriginálnější katolické myslitele 19. století. Měl velmi početné a nadšené žáky, kteří vydali jeho sebrané spisy v 16 svazcích v letech 1851–1860.

## Aforismy
- „Nemám rád hluk, protože hluk nedělá nic dobrého a dobré věci nedělají hluk.“[4]
- „Duch, osobní já, může být jen tak, že ví, chce a jedná.“[5]
- „Proti morálce a náboženství jsou všechny antropologické a fysiologické nauky, které ignorují a zatemňují toto základní určení člověka jako toho, kdo má přírodu dovršit, osvětlit a jaksi požehnat.“[6]